# Koblenz-Mitte
Koblenz-Mitte ist ein statistischer Stadtteil von Koblenz. Er bildet zusammen mit dem südlich angrenzenden statistischen Stadtteil Süd die Südliche Vorstadt. Diese wird im Rahmen der kleinräumigen Gliederung nach Empfehlung des Deutschen Städtetags aus statistischen Gründen in Mitte und Süd untergliedert.
Die Südliche Vorstadt entstand ab 1890 im Zuge der südlichen Stadterweiterung nach Aufgabe der preußischen Stadtbefestigung. Der statistische Stadtteil Mitte liegt zwischen der Altstadt (Abgrenzung: Friedrich-Ebert-Ring), Goldgrube (Bahndamm / Obere Löhrstraße) und Süd (Markenbildchenweg).

## Kultur und Sehenswürdigkeiten
- Hauptbahnhof

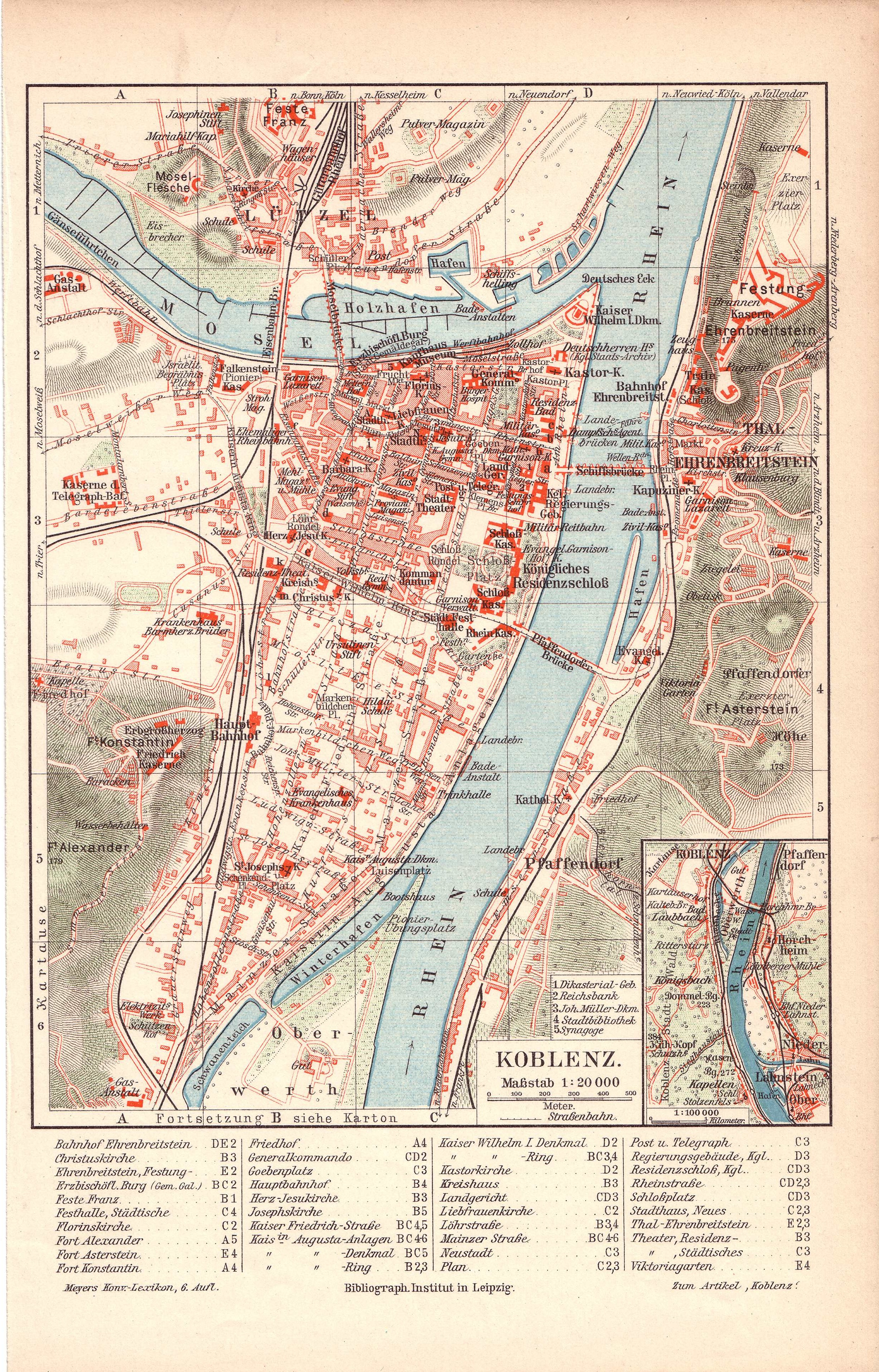
Stadtplan von 1905

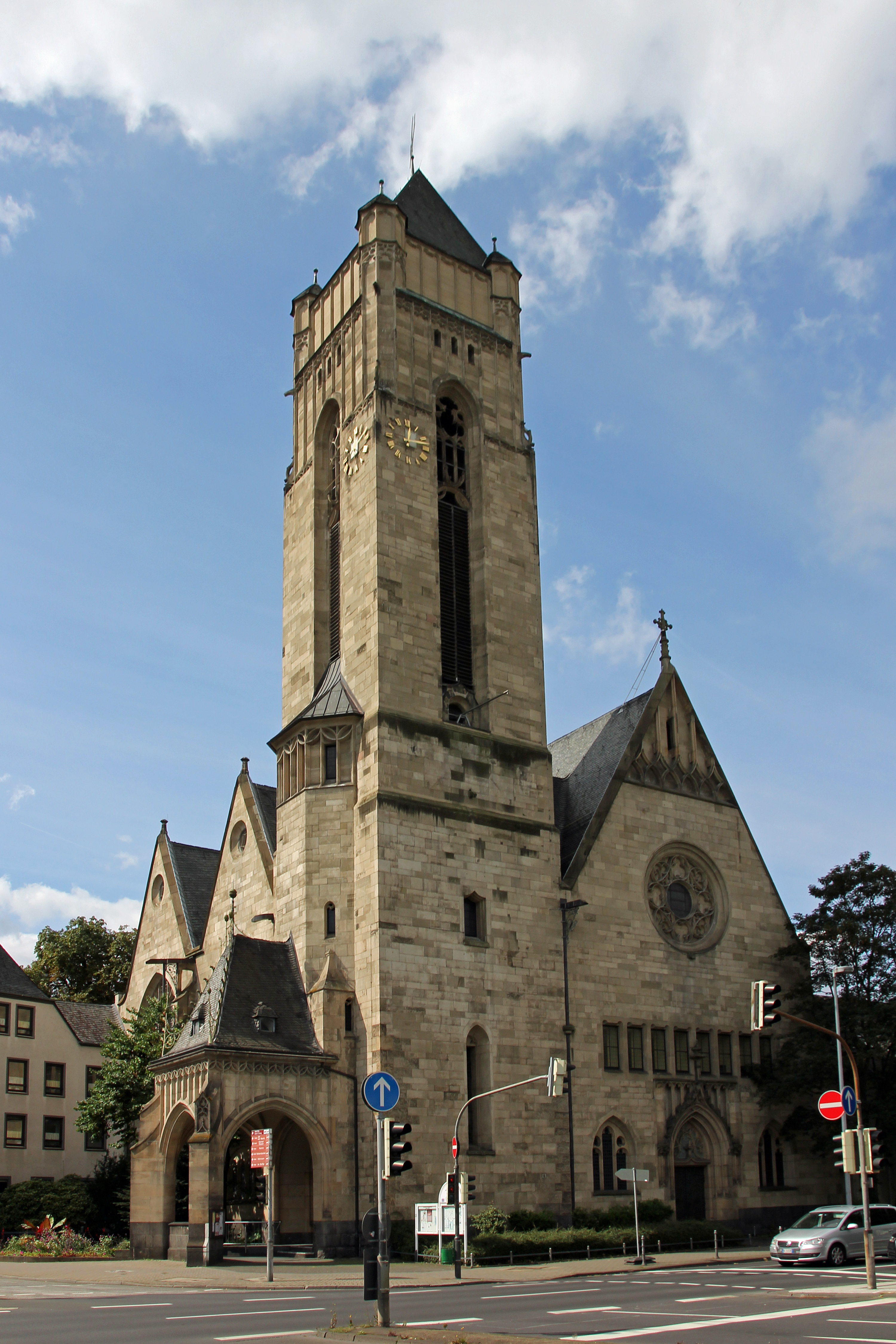
Die Christuskirche am Friedrich-Ebert-Ring

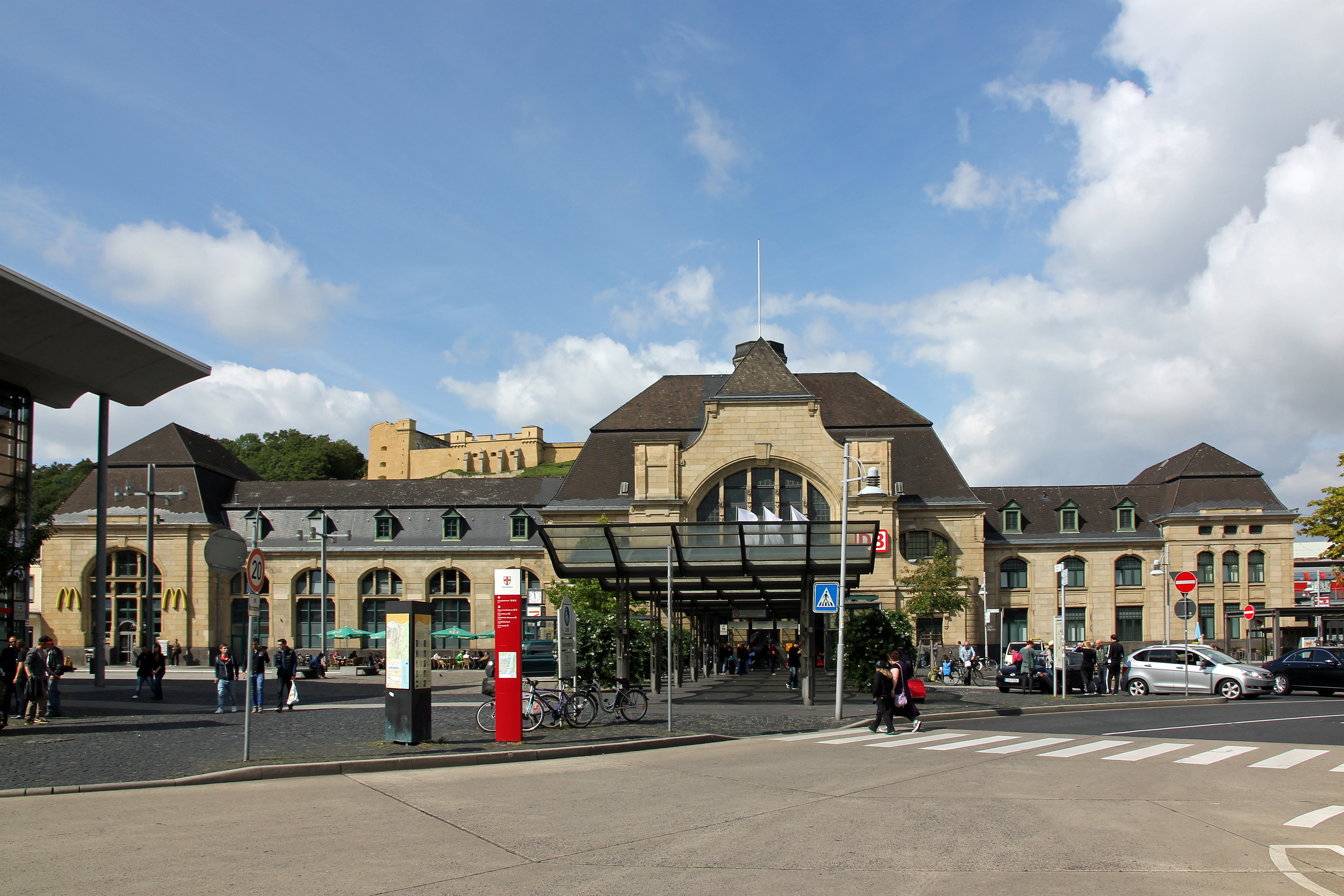
Koblenz Hauptbahnhof

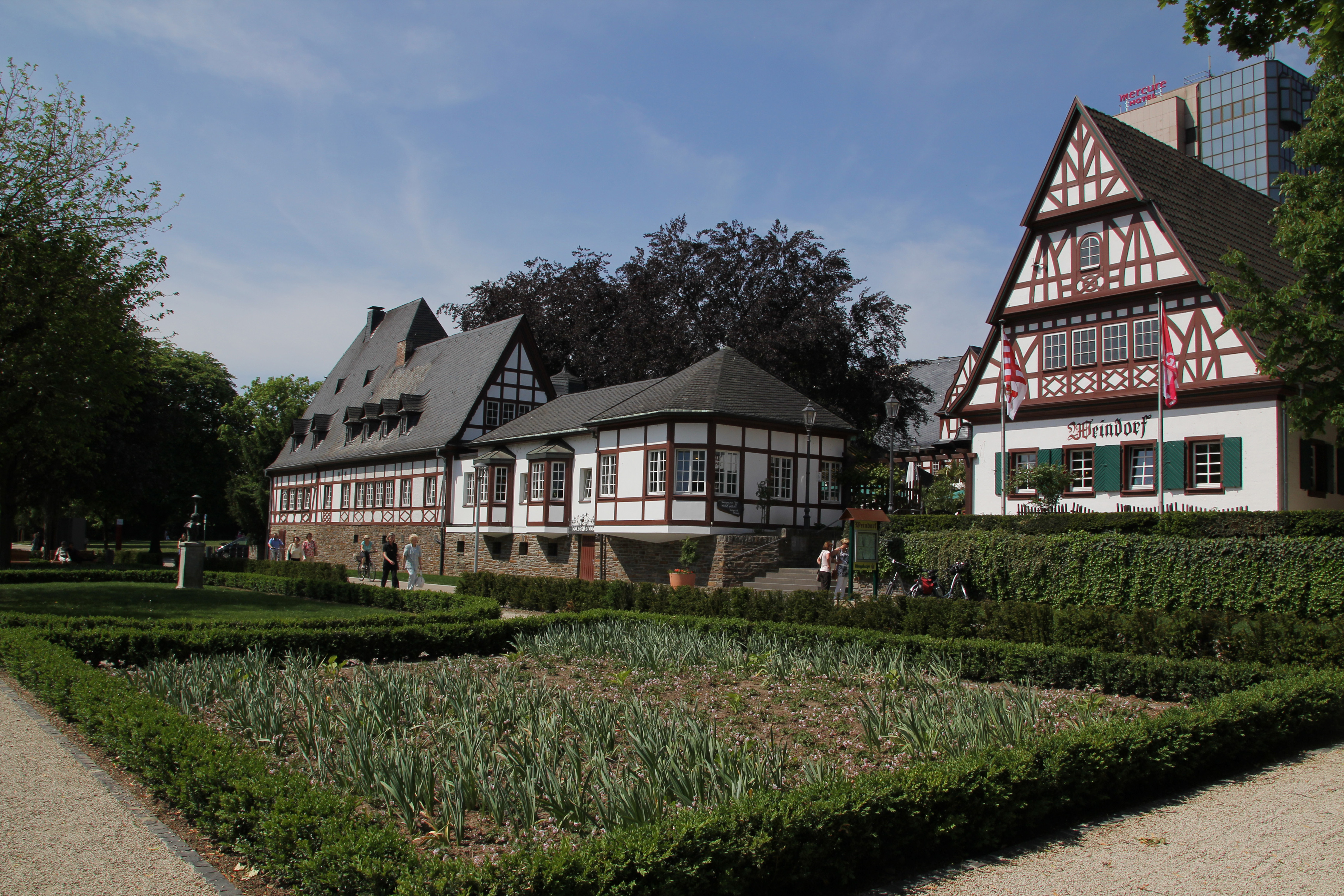
Das Weindorf in den Rheinanlagen

- Die Rhein-Mosel-Halle ist der wichtigste Veranstaltungs- und Tagungsort der Stadt Koblenz. Sie entstand an Stelle der sich in unmittelbarer Nähe befindenden alten Koblenzer Festhalle, die im Zweiten Weltkrieg zerstört wurde. Das Gebäude wurde bis Herbst 2012 umfangreich saniert.
- In der oberen Löhrstraße befinden sich die einzigen verbliebenen Kinos der Innenstadt.
- Das barocke Pestkreuz von 1669 in der Oberen Löhrstraße.
- Die Oberpostdirektion und die neugotische Christuskirche am Friedrich-Ebert-Ring.
- Das Weindorf und die Königshalle am Rheinufer.
- Das Behördenhochhaus (errichtet 1927–29) in der Bahnhofstraße.
- Repräsentative Bürgerhäuser in der Oberen Löhrstraße und im Markenbildchenweg.
- Das ehemalige Toto-Lotto-Haus am Bahnhofsplatz als markantes Beispiel der Architektur der 1950er Jahre.

## Infrastruktur

### Verwaltung
Am Friedrich-Ebert-Ring bzw. in der Bahnhofstraße befindet sich die Kreisverwaltung Mayen-Koblenz in einem Neubau, der nach 1978 an Stelle des alten Kreishauses entstand. Das Behördenhochhaus in der Bahnhofstraße beherbergt einen Teil der Verwaltung der Stadt Koblenz. Am Friedrich-Ebert-Ring findet sich zudem der Verwaltungssitz der Handwerkskammer Koblenz.

### Verkehr
Der Stadtteil Mitte wird nördlich vom Friedrich-Ebert-Ring (B 49) begrenzt, der eine der Hauptverkehrsachsen der Stadt Koblenz ist. Weitere wichtige Verkehrswege in Richtung Süd sind die Hohenzollernstraße sowie die Mainzer Straße. Im statistischen Stadtteil befindet sich der Koblenzer Hauptbahnhof.

### Kirche
Einziges Gotteshaus im statistischen Stadtteil Mitte ist die 1905 errichtete, evangelische Christuskirche am Friedrich-Ebert-Ring.

### Kindergärten und Schulen
Gleich drei Koblenzer Gymnasien finden sich im Stadtteil Mitte: Das Hilda-Gymnasium, das Max-von-Laue-Gymnasium sowie das Bischöfliche Cusanus-Gymnasium. Außerdem befindet sich hier mit der Zimmermannschen Wirtschaftsschule eine private berufsbildende Schule.

### Parks und Grünflächen
Einzige zusammenhängende Grünfläche in der Stadtmitte ist ein Abschnitt der Rheinanlagen am Rheinufer. Dieser erstreckt sich von der Kaiserhalle (Pfaffendorfer Brücke) bis zur Januarius-Zick-Straße.